# دریاچه پوتراجایا

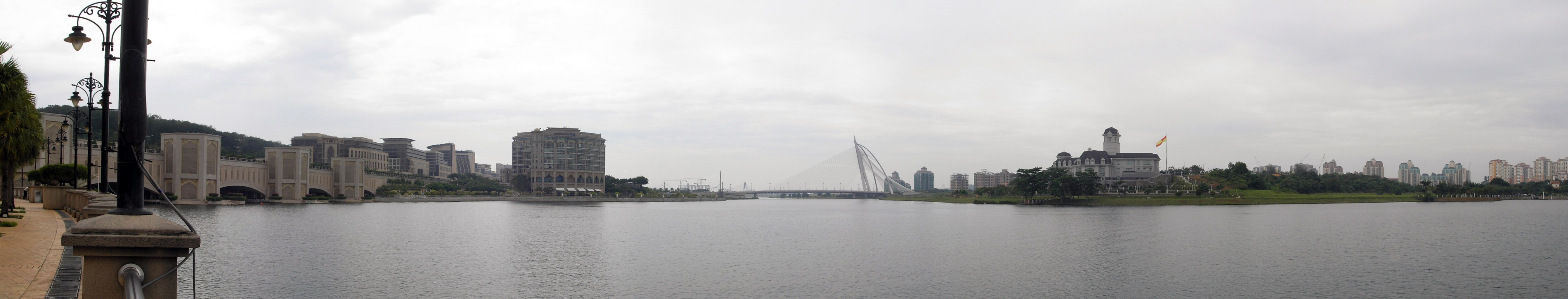
دریاچه پوتراجایا

دریاچه پوتراجایا در مرکز شهر پوتراجایا در کشور مالزی واقع شده است. این دریاچه مصنوعی ۶۵۰ هکتاری مجهز به سامانه خنک‌کننده طبیعی برای شهر و نیز دارای کاربردهای تفریحی، ماهی‌گیری، ورزش‌های آبی و ترابری است.
در ۲۶ سپتامبر ۲۰۰۴ مسابقه‌های قهرمانی فرمول یک قایق‌سواری برای نخستین بار در این دریاچه برگزار شد. این سومین میزبانی مالزی برای این مسابقات بود.
این شهر در سال ۲۰۰۵ میزبان مسابقات کانوسواری بود.